# Prótomo ibero de carnero de Osuna

Territorio ocupado por el pueblo turdetano, al sur de la península ibérica.

El Prótomo ibero de carnero de Osuna es un prótomo en un sillar de caliza que data del 300 a. C.  - 101 a. C., que representa a un carnero, y que fue esculpida por el pueblo turdetano, cuyo hallazgo se produjo en la localidad de Osuna, Provincia de Sevilla (Andalucía), en el yacimiento arqueológico de la antigua ciudad ibérica de Urso.

## Simbología
Se trata de un sillar en altorrelieve que representaba a un carnero, que en la época ibera se asociaba a ritos sobre la fecundidad.

## Características
- Forma: Prótomo de carnero.
- Material: caliza.
- Contexto: Edad del Hierro II.
- Estilo: ibérico.[1]
- Técnica: altorrelieve.
- Altura: 56,5 cm.
- Anchura: 59 cm.
- Grosor: 39,5 cm.

## Conservación
La pieza se expone de forma permanente en el Museo Arqueológico Nacional de España, en Madrid con el número de inventario 38423.